# Moneta da Cremona
Moneta da Cremona (nacido en Cremona, alrededor del año 1180 y muerto después del año 1238) fue un religioso dominico e inquisidor.
Se doctoró en filosofía en la Universidad de Bolonia en 1218. Dos años más tarde se hizo dominico tras conocer personalmente a Domingo de Guzmán. Fue inquisidor en Lombardía en juicios contra cátaros y a partir de su experiencia, escribió un tratado Adversus catharos et valdenses (1240) en cinco volúmenes.